# Asgardia
Asgardia en forme longue le Royaume spatial d'Asgardia est un projet de nation basée dans l'espace extra-atmosphérique. Le concept vise à créer un nouveau cadre dans lequel les activités spatiales sont réglementées « en s'assurant que l'avenir de l'espace est pacifiste et réalisé pour le bien de l'humanité. »
La proposition de nation a été annoncée en octobre 2016 par Igor Ashurbeyli, le fondateur du Centre International de Recherche Aérospatiale (Vienne), et par le président du comité des sciences l'espace de l'UNESCO. L'initiative du site demande actuellement aux personnes de s'inscrire pour la « citoyenneté » dans le but d'une demande à l'Organisation des Nations unies pour la reconnaissance d'un État. Les détails techniques restent vagues.
L'organisation planifie le financement d'un satellite par dons publics, avec une charge utile non divulguée, et de le lancer en 2017,,,.
Le projet initial prévoit que l'exécutif de la nation soit réparti en 12 ministères. Ces derniers seront la science, l'espace, jeunesse et éducation, intégration, information et communication, affaires étrangères, commerce, finance, sécurité et sûreté, justice, et un 12e ministère devant être choisi et suggéré par la communauté Facebook d'Asgardia. Les ministres titulaires seront nommés par Ashurbeyli jusqu'aux premières élections, prévues pour le mois de juin 2017.
En mai 2017, un projet de constitution est déposé en vue d'une discussion. Cette constitution est adoptée le 9 septembre 2017.
Au 7 juin 2018, le projet de nation revendique plus de 200 000 citoyens qui ont rempli le formulaire d'inscription.
Le 25 juin 2018, à Vienne, lors d'une cérémonie à grand spectacle, Igor Ashurbeyli est nommé officiellement premier "Chef d'état" d'Asgardia.
En 2021, Asgardia dénombre plus d'un million de citoyens et 1 829 résidents.

## Concept
Le projet se décompose en trois parties : philosophique, juridique et scientifique/technologique.

### Philosophie du projet
Le concept philosophique d'Asgardia est de créer une nation indépendante dans l'espace dans le but de maintenir la paix dans l'espace et sur la Terre. À ce propos Igor Ashurbeyli indique qu'il s'agit de réaliser le « rêve éternel de l'homme de quitter son berceau sur la Terre et de s’étendre à l'univers ». C'est en ce sens que le nom d’Asgardia a été choisi : c'est un dérivé d'Asgard, domaine mythologique nordique sur laquelle régnait le dieu Odin.

### Aspects juridiques
Sur le plan juridique, Asgardia est censée apporter une « nouvelle réalité judiciaire », c'est-à-dire faire table rase des incohérences juridiques internationales, ou des conflits géopolitiques. La justice d'Asgardia doit donc viser à protéger les individus et les nations, notamment les pays émergeant qui disposent pas de présence dans l'espace (20 pays seulement en ont une, les autres n'ayant ni satellite artificiel en orbite, ni programme spatial). Cette justice se fera en leur offrant la possibilité d’utiliser l'espace et ses ressources, pour créer de nouveaux biens ou services. Le système juridique d'Asgardia prévoit de ne pas interférer dans les relations entre États sur la Terre, en se substituant au droit spatial international.
Par ailleurs, il est également prévu de créer une citoyenneté asgardienne, celle-ci devrait être accordée de manière prioritaire aux personnes travaillant dans le domaine de la recherche de l'exploration ou des technologies spatiales, mais également aux investisseurs dans le domaine ainsi qu'aux cent mille personnes qui en feront la demande avant le lancement du premier satellite.

### Domaine scientifique et technologique
Concernant l'aspect scientifique et technologique du projet, celui-ci a pour objectif principal d'assurer l'utilisation pacifique de l'espace et de protéger la Terre des menaces spatiales. Pour cela, Asgardia prévoit de créer une base scientifique en accès libre, en particulier pour les pays n'ayant pas de présence dans l'espace. Le but est d'y rassembler la communauté scientifique dans toute sa diversité, mais aussi les citoyens ainsi que les entreprises afin de développer une gamme de technologie spatiales, de produits et de services reliant la Terre et l'espace.

## Organisation politique de la nation

### Pouvoir exécutif (Gouvernement)

#### Chef de la nation
L'organe exécutif suprême d'Asgardia est le gouvernement, dirigé par le chef de la nation. Celui-ci est le plus haut fonctionnaire du gouvernement, le garant de la Constitution, qui établit les principales orientations de la politique intérieure et étrangère, et représente Asgardia dans la nation et à l'étranger, agissant en qualité de commandant des armées. Le « père fondateur » et premier « chef de la nation », élu le 20 janvier 2017, est Igor Ashurbeyli
La constitution précise que la limite d'âge pour le poste de chef de la nation est de 82 ans.Un an avant d'atteindre la limite d'âge ou en cas de démission volontaire, le chef de la Nation désigne un candidat pour sa succession. Deux autres candidats (ou le même candidat) seront nommés par le Parlement et le Conseil Suprême de l'Espace. L'élection du chef de la nation est soumise à référendum.

#### Pouvoirs du gouvernement
Les pouvoirs du gouvernement comprennent (selon la constitution): mettre en œuvre et défendre la Constitution; mettre en œuvre les traités internationaux, les lois, les décrets du chef de la nation et les résolutions du Conseil Suprême de l'Espace; élaborer et présenter des projets de loi au Parlement; élaborer et soumettre des projets de budgets au Parlement et veiller à leur mise en œuvre; superviser l'application des résolutions gouvernementales et d'autres règlements des organes exécutifs; veiller à ce que l'intérêt national soit préservé et protégé; assurer la sécurité nationale et la sécurité de ses citoyens, ainsi que la sauvegarde de la Terre; accorder et révoquer la citoyenneté asgardienne; les relations étrangères; gérer la dette nationale; organiser un système d'aide à l'information pour l'administration gouvernementale et le suivi statistique; fournir une base scientifique aux actions de l'exécutif, élaborer des décisions administratives, des plans, des prévisions et des programmes de développement gouvernementaux, et prévoir les conséquences des décisions planifiées; surveiller les processus sociaux et interagir avec les citoyens; superviser le travail des organes exécutifs gouvernementaux; assurer la primauté du droit, protéger les droits et obligations des citoyens et maintenir l'ordre public; organiser un système de formation du personnel de la fonction publique et créer un pool de succession.

### Pouvoir législatif (Parlement)

#### Organisation
Selon l'article 33 de la constitution : le Parlement sera une législature monocamérale représentant tous les citoyens asgardiens. Il se compose de 150 membres choisis parmi les élections directes nationales égales sur la base de la langue proportionnellement aux 12 langues officielles d'Asgardia, en tenant compte d'une allocation à d'autres représentants de la langue conformément aux lois d'Asgardia. Les membres du Parlement sont élus pour un mandat de cinq ans parmi les citoyens asgardiens ayant atteint l'âge de 40 ans (il faut noter des pétitions visant à abaisser l'âge de candidature). Les élections sont tenues et les votes sont comptés par la Commission électorale centrale conformément à la loi électorale d'Asgardia. Un député peut être élu pour un nombre illimité de mandats, avec l'âge maximum de 80 ans. Les membres du Parlement élisent un président et ses adjoints parmi les membres. Les sessions parlementaires peuvent être tenues en personne, à distance ou par voie électronique; ils peuvent être restreints ou ouverts, conformément aux lois d'Asgardia. Les représentants des organes gouvernementaux assistent aux sessions parlementaires, s'ils y sont invités. Le chef de la nation peut dissoudre le Parlement. Le Procureur général peut également proposer la dissolution du Parlement à la Cour. Si la Cour est satisfaite des arguments avancés en faveur de la dissolution, elle peut dissoudre le Parlement conformément à la loi parlementaire. Le Parlement doit émettre des résolutions sur les questions relevant de sa compétence, conformément à la Constitution et aux lois d'Asgardia. La procédure parlementaire d'adoption des lois et la responsabilité pour violation de cette procédure sont fixées par la loi parlementaire. Le Parlement comprend 12 commissions permanentes dont les domaines de compétence correspondent aux ministères du gouvernement.

#### Pouvoirs propres
Les pouvoirs du Parlement comprennent: adopter la loi Asgardienne; nommer le président du Parlement, le président de la Banque nationale d'Asgardia, les juges de la Cour sur proposition du Conseil supérieur de l'espace; et les retirer de leur poste sur proposition du chef de la nation ou du Conseil Suprême de l'espace; nommer et révoquer des ministres sur proposition du président du gouvernement; nommer et révoquer les auditeurs du National Audit Office d'Asgardia; convoquer des élections pour le chef de la nation; décider de la démission du gouvernement et des ministres individuels; approuver les décisions du Chef de la Nation de déclarer l'état d'urgence; convoquer des référendums; tenir des audiences et des enquêtes parlementaires, y compris convoquer des représentants d'organismes gouvernementaux.

### Pouvoir judiciaire
Il est précisé à l'article 35 de la constitution que :
La justice à Asgardia ne peut être administrée qu'au tribunal (court, en anglais). Le pouvoir judiciaire d'Asgardia prendra la forme d'une Cour, composée d'un présidium et de quatre groupes spéciaux pour les procédures constitutionnelles, civiles, administratives et pénales. La Cour sera dirigée par un juge suprême, nommé par le chef de la nation. Les juges de la Cour sont nommés par le Parlement sur proposition du Conseil supérieur de l'espace. Les juges peuvent être des citoyens asgardiens âgés de 40 à 80 ans, titulaires d'un diplôme de premier cycle en droit et ayant l'expérience de la profession d'avocat depuis au moins cinq ans. Les règles et procédures du pouvoir judiciaire peuvent imposer des exigences supplémentaires à l'égard des juges. La compétence, la composition des chambres, la procédure de formation et d'organisation du travail de la Cour sont fixées par la loi d'Asgardia. Les audiences de la Cour doivent se tenir en personne ou utiliser des systèmes électroniques; ils peuvent être restreints ou ouverts au public conformément aux lois d'Asgardia. La Cour sera financée exclusivement par le budget national, ce qui facilitera une justice complète et indépendante conformément aux lois d'Asgardia. Les juges jouiront de l'immunité et de l'indépendance et ne seront soumis qu'à la Constitution et aux lois d'Asgardia. 
Les décisions de justice s'appliquent à tous les organes gouvernementaux (et aux citoyens).

## Asgardia-1

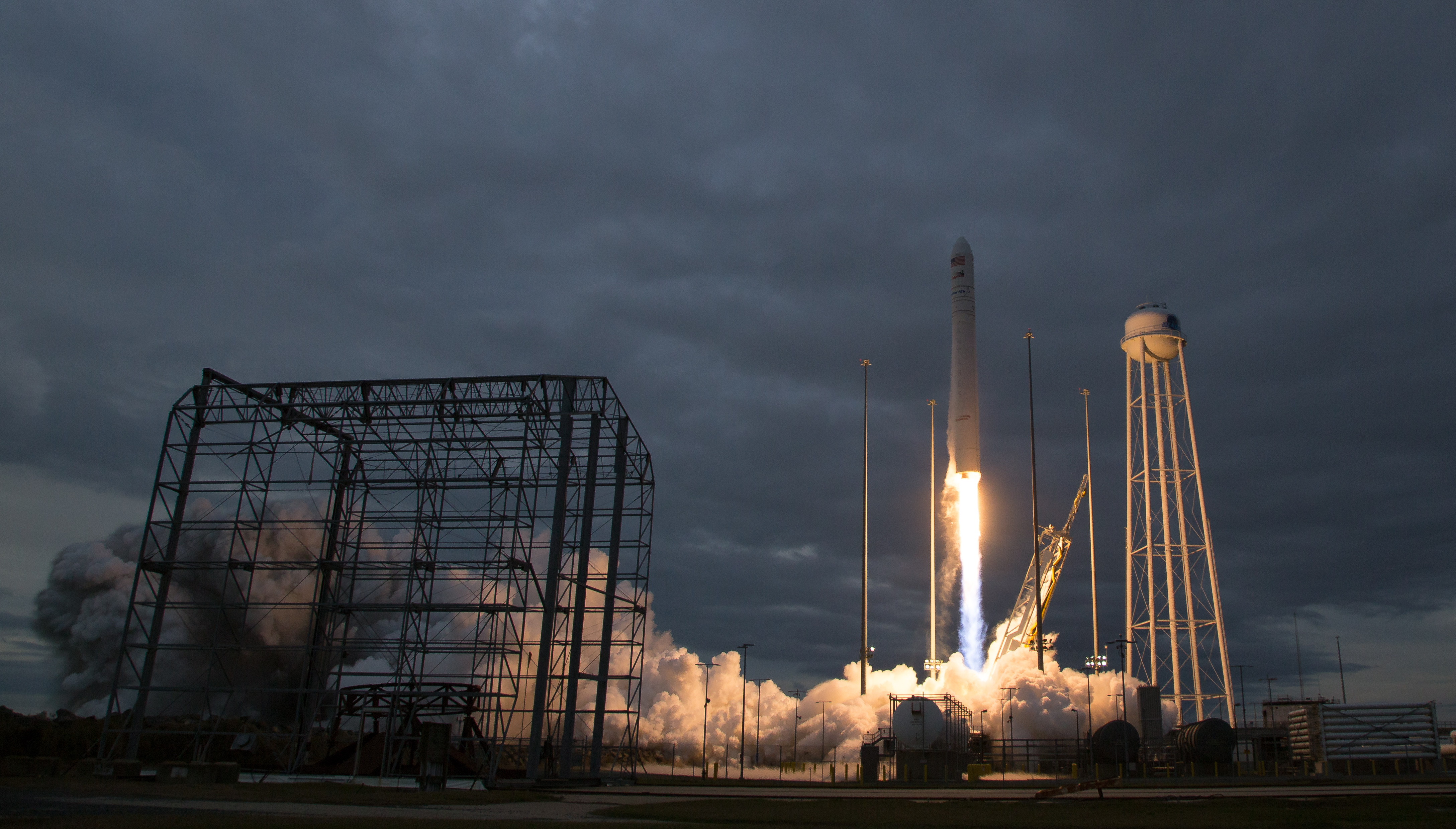
Le lancement d'Asgardia-1 (12 novembre 2017)

Le 13 juin 2017, Igor Ashurbeyli et Jeffrey Manber (P.D.G. de NanoRacks) annoncent le lancement du premier satellite, Asgardia-1, prévu le 12 septembre 2017, première étape de la colonisation de l'espace. Asgardia-1 a été développé par la société NanoRacks et sera mis sur orbite par le vaisseau Cygnus chargé de ravitailler la station ISS. 
Ce nano-satellite de la taille d'un pain pour un poids de 2,8 kg contient 300 kilo-octets de données par personne (sous forme de photos de famille, vidéos, musique…) pour les 100 000 premières personnes naturalisées citoyens d'Asgardia, entre 100 et 200 kilo-octets pour les autres.
Finalement, le lancement du satellite Asgardia-1 se déroule avec succès le 12 novembre 2017.

## Drapeau, insignes et hymne national
Le drapeau, insignes et hymne national ont fait l'objet d'un concours en 2016-2017. Les propositions furent soumises au vote, par internet, des citoyens enregistrés d'Asgardia. Les symboles furent validés par le Parlement d'Asgardia. L'hymne est écrit par Michael Klubertanz (de).